# Temporada 1970-71 de l'NBA

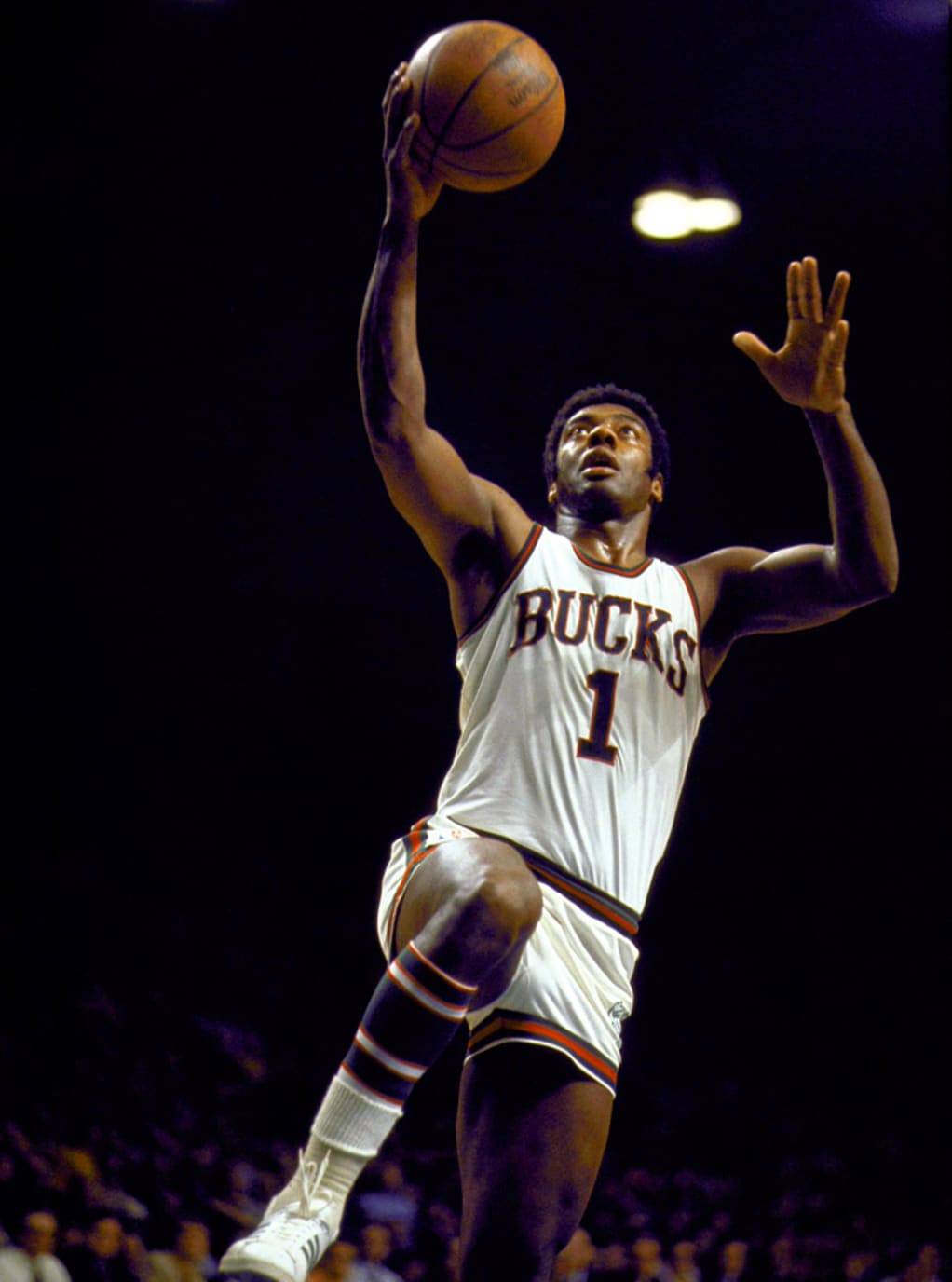
El jugador Oscar Robertson en un partit dels Milwaukee Bucks l'any 1971.

La temporada 1970-71 de l'NBA fou la 25a en la història de l'NBA. Milwaukee Bucks fou el campió després de guanyar a Baltimore Bullets per 4-0. Tres nous equips van fer el seu debut: Cleveland Cavaliers, Portland Trail Blazers, i Buffalo Braves.

## Aspectes més destacats
- La NBA es va expandir a 17 equips quan van començar a jugar Portland Trail Blazers, Buffalo Braves i Cleveland Cavaliers. Per primera vegada, la lliga es va dividir en Conferències (Est i Oest), cadascuna amb dues divisions. Els Detroit Pistons i Milwaukee Bucks es van canviar de l'antiga Divisió Oriental a la Divisió Oest de la Conferència Occidental, i els Atlanta Hawks van passar de la Divisió Oest a la de la Divisió Central de la Conferència Est.
- El All-Star de 1971 es va jugar al San Diego Sports Arena a San Diego, Califòrnia, i l'Oest va superar l'Est 108-107. Lenny Wilkens dels Seattle SuperSonics va guanyar el premi MVP del joc.
- En només el tercer any d'existència, els Bucks van guanyar el Campionat de la NBA, escombrant els Baltimore Bullets en quatre partits seguits.

## Classificacions

### Conferència Est
| Equip              | V  | D  | %V   | P  |
| ------------------ | -- | -- | ---- | -- |
| New York Knicks    | 52 | 30 | ,634 | -  |
| Philadelphia 76ers | 47 | 35 | ,573 | 5  |
| Boston Celtics     | 44 | 38 | ,537 | 8  |
| Buffalo Braves     | 22 | 60 | ,268 | 30 |

| Equip               | V  | D  | %V   | P  |
| ------------------- | -- | -- | ---- | -- |
| Baltimore Bullets   | 42 | 40 | ,512 | -  |
| Atlanta Hawks       | 36 | 46 | ,439 | 6  |
| Cincinnati Royals   | 33 | 49 | ,402 | 9  |
| Cleveland Cavaliers | 15 | 67 | ,183 | 27 |

### Conferència Oest
| Equip             | V  | D  | %V   | P  |
| ----------------- | -- | -- | ---- | -- |
| Milwaukee Bucks C | 66 | 16 | ,805 | -  |
| Chicago Bulls     | 51 | 31 | ,622 | 15 |
| Phoenix Suns      | 48 | 34 | ,585 | 18 |
| Detroit Pistons   | 45 | 37 | ,549 | 21 |

| Equip                  | V  | D  | %V   | P  |
| ---------------------- | -- | -- | ---- | -- |
| Los Angeles Lakers     | 48 | 34 | ,585 | -  |
| San Francisco Warriors | 41 | 41 | ,500 | 7  |
| San Diego Rockets      | 40 | 42 | ,488 | 8  |
| Seattle SuperSonics    | 38 | 44 | ,463 | 10 |
| Portland Trail Blazers | 29 | 53 | ,354 | 19 |

* V: Victòries
* D: Derrotes
* %V: Percentatge de victòries
* P: Diferència de partits respecte al primer lloc
* C: Campió

## Playoffs
Els equips en negreta van avançar fins a la següent ronda. Els números a l'esquerra de cada equip indiquen la posició de l'equip en la seva conferència, i els números a la dreta indiquen el nombre de partits que l'equip va guanyar en aquesta ronda. Els campions de divisió estan marcats per un asterisc. L'avantatge de pista local no pertany necessàriament a l'equip de posició més alta al seu grup, sinó a l'equip amb un millor rècord a la temporada regular; els equips que gaudeixen de l'avantatge de casa es mostren en cursiva.
|  | Primera Ronda | Primera Ronda | Primera Ronda       |           |              | Semifinals de Conferència | Semifinals de Conferència | Semifinals de Conferència |  |  | Finals de Conferència | Finals de Conferència | Finals de Conferència |
|  |               |               |                     |           |              |                           |                           |                           |  |  |                       |                       |                       |
|  | M1            | Milwaukee     | 4                   |           |              |                           |                           |                           |  |  |                       |                       |                       |
|  | P2            | San Francisco | 1                   |           |              |                           |                           |                           |  |  |                       |                       |                       |
|  | P2            | San Francisco | 1                   |           | M1           | Milwaukee                 | 4                         |                           |  |  |                       |                       |                       |
|  |               |               |                     |           | M1           | Milwaukee                 | 4                         |                           |  |  |                       |                       |                       |
|  |               | P1            | L.A. Bosco Rocafort | 1         |              |                           |                           |                           |  |  |                       |                       |                       |
|  | M2            | P1            | L.A. Bosco Rocafort | 1         | Chicago      | 3                         |                           |                           |  |  |                       |                       |                       |
|  | M2            |               |                     |           | Chicago      | 3                         |                           |                           |  |  |                       |                       |                       |
|  | P1            | L.A. Lakers   | 4                   |           |              |                           |                           |                           |  |  |                       |                       |                       |
|  |               |               |                     |           |              |                           |                           |                           |  |  | M1                    | Milwaukee             | 4                     |
|  |               |               | C1                  | Baltimore | 0            |                           |                           |                           |  |  |                       |                       |                       |
|  | A1            | New York      | 4                   |           |              |                           |                           |                           |  |  |                       |                       |                       |
|  | C2            | Atlanta       | 1                   |           |              |                           |                           |                           |  |  |                       |                       |                       |
|  | C2            | Atlanta       | 1                   |           | A1           | New York                  | 3                         |                           |  |  |                       |                       |                       |
|  |               |               |                     |           | A1           | New York                  | 3                         |                           |  |  |                       |                       |                       |
|  |               | C1            | Baltimore           | 4         |              |                           |                           |                           |  |  |                       |                       |                       |
|  | A2            | C1            | Baltimore           | 4         | Philadelphia | 3                         |                           |                           |  |  |                       |                       |                       |
|  | A2            |               |                     |           | Philadelphia | 3                         |                           |                           |  |  |                       |                       |                       |
|  | C1            | Baltimore     | 4                   |           |              |                           |                           |                           |  |  |                       |                       |                       |

## Estadístiques
| Categoria                   | Jugador             | Equip              | Mitjana/% |
| --------------------------- | ------------------- | ------------------ | --------- |
| Punts per partit            | Kareem Abdul-Jabbar | Milwaukee Bucks    | 31,7      |
| Rebots per partit           | Wilt Chamberlain    | Los Angeles Lakers | 18,2      |
| Assistències per partit     | Norm Van Lier       | Cincinnati Royals  | 10,1      |
| Percentatge de tirs de camp | Johnny Green        | Cincinnati Royals  | 58,7      |
| Percentatge de tirs lliures | Chet Walker         | Chicago Bulls      | 85,9      |

## Premis
- MVP de la temporada
  -  Kareem Abdul-Jabbar (Milwaukee Bucks)
- Rookie de l'any
  -  Geoff Petrie (Portland Trail Blazers)
  -  Dave Cowens (Boston Celtics)
- Entrenador de l'any
  -  Dick Motta (Chicago Bulls)
- Primer quintet de la temporada
  - Dave Bing, Detroit Pistons
  - Jerry West, Los Angeles Lakers
  - Billy Cunningham, Philadelphia 76ers
  - Kareem Abdul-Jabbar, Milwaukee Bucks
  - John Havlicek, Boston Celtics
- Segon quintet de la temporada
  - Gus Johnson, Baltimore Bullets
  - Bob Love, Chicago Bulls
  - Willis Reed, New York Knicks
  - Walt Frazier, New York Knicks
  - Oscar Robertson, Milwaukee Bucks
- Millor quintet de rookies
  - Geoff Petrie, Portland Trail Blazers
  - Bob Lanier, Detroit Pistons
  - Calvin Murphy, San Diego Rockets
  - Dave Cowens, Boston Celtics
  - Pete Maravich, Atlanta Hawks
- Primer quintet defensiu
  - Dave DeBusschere, New York Knicks
  - Gus Johnson, Baltimore Bullets
  - Nate Thurmond, San Francisco Warriors
  - Walt Frazier, New York Knicks
  - Jerry West, Los Angeles Lakers
- Segon quintet defensiu
  - Paul Silas, Phoenix Suns
  - Kareem Abdul-Jabbar, Milwaukee Bucks
  - John Havlicek, Boston Celtics
  - Norm Van Lier, Cincinnati Royals
  - Jerry Sloan, Chicago Bulls